# Naro (taal)
Naro is een taal die behoort tot de Khoisantalen. De Naro sprekende San wonen voornamelijk in het Ghanzi district in Botswana en over de grens in Namibië. Er zijn verschillende dialecten binnen het Naro, maar er is een woordenboek van het Naro. Er zijn zo'n 14.000 mensen die Naro of een dialect van het Naro spreken.
- (en)  Ethnologue. Naro.